# Caroní
Caroní è un comune del Venezuela situato nello stato del Bolívar.
Il capoluogo del comune è la città di Ciudad Guayana.